# Alternanthera pumila
Alternanthera pumila là loài thực vật có hoa thuộc họ Dền. Loài này được O.Stützer mô tả khoa học đầu tiên năm 1935.